# Каленберг, Томас
То́мас Ка́ленберг  (дат. Thomas Kahlenberg; род. 20 марта 1983[…], Видовре, Копенгаген) — датский футболист, полузащитник.

## Биография

### Клубная карьера
В возрасте 15 лет  он перешёл из «Видовре» в датский клуб «Брондбю». Здесь его талант был признан, поскольку он сыграл ряд игр в юношеской и молодёжной сборной. Каленберг не дебютировал за «Брондбю», пока тренер молодёжной команды «Брондбю» Том Кохлерт не был поставлен на пост главного тренера команды в мае 2002 года.
12 мая 2002 года Каленберг дебютировал против главных соперников из «Копенгагена», в предпоследнем матче сезона 2001/02. Ничья (1:1) в этом матче помогла «Брондбю» безопасно окончить сезон.
В течение его первых лет в «Брондбю» Каленберг играл на позиции центрального полузащитника. Он был признан одним из самых талантливых датских полузащитников, и дебютировал в молодёжной сборной Дании в сентябре 2002. Он дебютировал в датской национальной сборной 30 апреля 2003, когда в товарищеском матче сборная Дании обыграла со счетом (1:0) сборную Украины. Он был отобран в сборную Дании на Чемпионат Европы-2004, но так и не сыграл ни игры на турнире.
В сезоне 2004/05 Каленберг занял позицию левого полузащитника, ставшей свободной после продажи шведского хавбека Маттиаса Йонсона. Каленбергу удалось стать в сезоне 2004/05 основным голеадорам Брондбю с 13 голами. В июле 2005, французский клуб «Осер» предложил «Брондбю» приблизительно 2,5 миллиона фунтов Томасу Каленбергу. «Брондбю» согласился на продажу. В итоге Томас перешёл в «Осер», подписав четырёхлетний контракт.
28 мая 2009, он подписал четырёхлетний контракт с действующим немецким чемпионом «Вольфсбургом».
В начале 2012 года, сразу после открытия трансферного окна, Каленберг был отдан «Вольфсбургом» в аренду французскому «Эвиану» до конца сезона 2011/12.

### Карьера в сборной
Каленберг продолжал играть за молодёжную сборную Дании до мая 2006 года, когда он был отобран на молодёжный чемпионат Европы 2006 года. Он закончил карьеру в молодёжной сборной после турнира, забив 10 голов в 26 матчах. Вскоре Томас был вызван в национальную сборную для квалификационных матчей на Чемпионат мира-2010. В его втором матче он забил победный гол в матче со сборной Швеции. Победа в этом матче обеспечила выход из квалификационной группы сборной Дании.

## Статистика

### Матчи Каленберга за сборную Дании
| Матчи Каленберга за сборную Дании | Матчи Каленберга за сборную Дании | Матчи Каленберга за сборную Дании | Матчи Каленберга за сборную Дании | Матчи Каленберга за сборную Дании | Матчи Каленберга за сборную Дании |
| --------------------------------- | --------------------------------- | --------------------------------- | --------------------------------- | --------------------------------- | --------------------------------- |
| №                                 | Дата                              | Соперник                          | Счёт                              | Голы Каленберга                   | Соревнование                      |
| 1                                 | 30 апреля 2003                    | Украина                           | 1:0                               | —                                 | Товарищеский матч                 |
| 2                                 | 31 марта 2004                     | Испания                           | 0:2                               | —                                 | Товарищеский матч                 |
| 3                                 | 9 октября 2004                    | Албания                           | 2:0                               | —                                 | Чемпионат мира 2006 (отбор)       |
| 4                                 | 17 августа 2005                   | Англия                            | 4:1                               | —                                 | Товарищеский матч                 |
| 5                                 | 7 сентября 2005                   | Грузия                            | 6:1                               | —                                 | Чемпионат мира 2006 (отбор)       |
| 6                                 | 12 октября 2005                   | Казахстан                         | 2:1                               | —                                 | Чемпионат мира 2006 (отбор)       |
| 7                                 | 16 августа 2006                   | Польша                            | 2:0                               | —                                 | Товарищеский матч                 |
| 8                                 | 1 сентября 2006                   | Португалия                        | 4:2                               | 1                                 | Товарищеский матч                 |
| 9                                 | 6 сентября 2006                   | Исландия                          | 2:0                               | —                                 | Чемпионат Европы 2008 (отбор)     |
| 10                                | 7 октября 2006                    | Северная Ирландия                 | 0:0                               | —                                 | Чемпионат Европы 2008 (отбор)     |
| 11                                | 11 октября 2006                   | Лихтенштейн                       | 4:0                               | —                                 | Чемпионат Европы 2008 (отбор)     |
| 12                                | 6 февраля 2007                    | Австралия                         | 3:1                               | —                                 | Товарищеский матч                 |
| 13                                | 24 марта 2007                     | Испания                           | 1:2                               | —                                 | Чемпионат Европы 2008 (отбор)     |
| 14                                | 28 марта 2007                     | Германия                          | 1:0                               | —                                 | Товарищеский матч                 |
| 15                                | 2 июня 2007                       | Швеция                            | 0:3                               | —                                 | Чемпионат Европы 2008 (отбор)     |
| 16                                | 6 июня 2007                       | Латвия                            | 2:0                               | —                                 | Чемпионат Европы 2008 (отбор)     |
| 17                                | 22 августа 2007                   | Ирландия                          | 0:4                               | —                                 | Товарищеский матч                 |
| 18                                | 8 сентября 2007                   | Швеция                            | 0:0                               | —                                 | Чемпионат Европы 2008 (отбор)     |
| 19                                | 12 сентября 2007                  | Лихтенштейн                       | 4:0                               | —                                 | Чемпионат Европы 2008 (отбор)     |
| 20                                | 13 октября 2007                   | Испания                           | 1:3                               | —                                 | Чемпионат Европы 2008 (отбор)     |
| 21                                | 17 октября 2007                   | Латвия                            | 3:1                               | —                                 | Чемпионат Европы 2008 (отбор)     |
| 22                                | 17 ноября 2007                    | Северная Ирландия                 | 1:2                               | —                                 | Чемпионат Европы 2008 (отбор)     |
| 23                                | 21 ноября 2007                    | Исландия                          | 3:0                               | 1                                 | Чемпионат Европы 2008 (отбор)     |
| 24                                | 29 мая 2008                       | Нидерланды                        | 1:1                               | —                                 | Товарищеский матч                 |
| 25                                | 11 октября 2008                   | Мальта                            | 3:0                               | —                                 | Чемпионат мира 2010 (отбор)       |
| 26                                | 1 апреля 2009                     | Албания                           | 3:0                               | —                                 | Чемпионат мира 2010 (отбор)       |
| 27                                | 6 июня 2009                       | Швеция                            | 1:0                               | 1                                 | Чемпионат мира 2010 (отбор)       |
| 28                                | 14 ноября 2009                    | Республика Корея                  | 0:0                               | —                                 | Товарищеский матч                 |
| 29                                | 3 марта 2010                      | Австрия                           | 1:2                               | —                                 | Товарищеский матч                 |
| 30                                | 27 мая 2010                       | Сенегал                           | 2:0                               | —                                 | Товарищеский матч                 |
| 31                                | 1 июня 2010                       | Австралия                         | 0:1                               | —                                 | Товарищеский матч                 |
| 32                                | 14 июня 2010                      | Нидерланды                        | 0:2                               | —                                 | Чемпионат мира 2010               |
| 33                                | 19 июня 2010                      | Камерун                           | 2:1                               | —                                 | Чемпионат мира 2010               |
| 34                                | 24 июня 2010                      | Япония                            | 1:3                               | —                                 | Чемпионат мира 2010               |
| 35                                | 7 сентября 2010                   | Исландия                          | 1:0                               | 1                                 | Чемпионат Европы 2012 (отбор)     |
| 36                                | 17 ноября 2010                    | Чехия                             | 0:0                               | —                                 | Товарищеский матч                 |
| 37                                | 26 мая 2012                       | Бразилия                          | 1:3                               | —                                 | Товарищеский матч                 |
| 38                                | 2 июня 2012                       | Австралия                         | 2:0                               | —                                 | Товарищеский матч                 |
| 39                                | 16 октября 2012                   | Италия                            | 1:3                               | —                                 | Чемпионат мира 2014 (отбор)       |
| 40                                | 22 мая 2014                       | Венгрия                           | 2:2                               | —                                 | Товарищеский матч                 |
| 41                                | 28 мая 2014                       | Швеция                            | 1:0                               | —                                 | Товарищеский матч                 |
| 42                                | 3 сентября 2014                   | Турция                            | 1:2                               | —                                 | Товарищеский матч                 |
| 43                                | 7 сентября 2014                   | Армения                           | 2:1                               | 1                                 | Чемпионат Европы 2016 (отбор)     |
| 44                                | 11 октября 2014                   | Албания                           | 1:1                               | —                                 | Чемпионат Европы 2016 (отбор)     |
| 45                                | 14 октября 2014                   | Португалия                        | 0:1                               | —                                 | Чемпионат Европы 2016 (отбор)     |
| 46                                | 14 ноября 2014                    | Сербия                            | 3:1                               | —                                 | Чемпионат Европы 2016 (отбор)     |
| 47                                | 14 ноября 2015                    | Швеция                            | 1:2                               | —                                 | Чемпионат Европы 2016 (отбор)     |

Итого: 47 матчей / 5 голов; 25 побед, 7 ничьих, 15 поражений.